# Psolus antarcticus
Psolus antarcticus is een zeekomkommer uit de familie Psolidae.
De wetenschappelijke naam van de soort werd in 1857 gepubliceerd door Rodolfo Amando Philippi.